# 小西和人
小西 和人（こにし かずひと、1927年1月11日 - 2009年1月7日）は日本の新聞記者、編集者。週刊釣りサンデーを創刊して会長。全日本サーフキャスティング連盟第2代会長。

## 人物
徳島県徳島市出身。父親は戦後、徳島短歌連盟を結成し、「徳島短歌」を創刊した小西英夫である。
幼少期に吉野川で覚えた釣りの魅力が一生を決定した。
1947年徳島大学工学部を卒業後、徳島新聞、毎日新聞で記者を務めた。毎日新聞高松支局に転勤して高松磯釣りクラブ、高松サーフをつくり、全関西磯釣連盟で副会長、全日本サーフキャスティング連盟で副会長を務めながら、磯釣り、投げ釣りの黎明期から、草創期にパイオニアとして活動した。その後、広島に転勤し、広島磯釣りクラブ、広島サーフ、大阪本社に戻って大阪サーフを結成し、いずれも各地の中心的なマンモスクラブに育てた。
1969年に水産庁が一方的に釣り人を悪者にした「海面遊漁対策基本調査」を発表し、これに全関西磯連が抗議し、三木武夫会長とともに、当時機関誌「いそつり」の編集長だった小西和人が精力的に活動し、のちに初めての釣り人の法人、社団法人全日本釣り団体協議会をたちあげる。
1969年、全日本サーフキャスティング連盟の2代目会長に就任し、全日本サーフを最大の全国組織に育てあげた。
1976年に入浜権宣言1周年全国集会のあと、世界で初めての釣り竿デモを挙行し「海はみんなのもの」と訴える。
1976年、50歳を目前にして毎日新聞を辞し、長男の小西英人と共に当時唯一の釣りの専門誌『週刊釣りサンデー』を創刊した。編集主幹として健筆をふるった。
『週刊釣りサンデー』連載記事をもとに『魚のすべて』や『釣れ釣れ週記』シリーズなど、さまざまなの出版も行った。また『さかな大図鑑』や『新さかな大図鑑』などの釣り人向けの本格的な魚類図鑑をつくり、10万部を超えるようなベストセラーになった。
レジャーとしての釣りの普及に熱心に携わった。各地の釣り大会に審査員として度々登場した。サンテレビの釣り番組「ビッグフィッシング」にも長年にわたって解説者として出演した。
投げ釣りのパイオニア。磯釣りは尾長グレ（クロメジナ）を発見し開拓して日本中にひろめた。太いサビキでアジやイワシの小魚を掛けて、そのまま海底まで落とし込んで青物、マダイ、ヒラメなどを釣る、落とし込みとか縦釣りと呼ばれる釣りをサンテレビのビックフィッシングで紹介して広めた。またサイパンでロウニンアジを、日本の釣り人として初めて釣って紹介し、のちにトカラ列島などでロウニンアジなどの巨魚の泳がせ釣りを工夫しひろめた。日本国内はもとより世界中を釣り歩いた。
バブルの終わり頃に徳島の沖の瀬に海釣り公園を建設する計画を立てていた時期があり、その際は賛成の立場をとっていたが実現はしなかった。
その一方で、魚釣りを行えるための自然保護の大切さを力説し、環境問題に取り組んだ。大阪湾の乱開発を告発し、「大阪オリンピックいらない連」代表や、大阪湾の環境保護運動に取り組む市民団体である「大阪湾会議」の代表を務めた。また、梅田貨物駅の吹田操車場跡地に移転する計画に反対する「梅田貨物駅移転問題吹田市民会議」の代表世話人なども務めた。
2009年1月7日、死去した。

## 主な著書
- 「投げ釣り・全」1968年　東京書店
- 「小西和人の投げ釣り教室」1978年　週刊釣りサンデー
- 「グレを憎む」1982年　週刊釣りサンデー
- 「小さな大物」1983年　週刊釣りサンデー
- 「アッベ!マリーア!―アマゾンの巨魚ピラルク釣り大作戦」1983年　週刊釣りサンデー
- 「小西和人のキス指南」1985年　週刊釣りサンデー
- 「さかな大図鑑」1985年　週刊釣りサンデー
- 「新さかな大図鑑」1995年　週刊釣りサンデー
- 「楽しみを釣る－小西和人自伝」小西英人編　2010年　エンターブレイン